# Running sushi
Running sushi er et restaurantkoncept, hvor retterne (sushi og andet) bringes til gæsterne ved hjælp af et transportbånd eller en modeljernbane. Der findes en række restauranter med dette koncept i Danmark.